# 結婚の条件 (1989年のテレビドラマ)
『結婚の条件』（けっこんのじょうけん）は、1989年9月4日～10月27日にTBS「花王 愛の劇場」枠にて放送されていた日本のテレビドラマ。主演は香山美子。全40話。同枠における、石井ふく子がプロデューサーを務めた作品の第8作目。

## キャスト
- 由紀子 - 香山美子
- 真弓 - 沢田雅美
- 弘次 - 寺泉憲
- 健太 - 中垣克麻
- 笹本- 新克利
- 朱美 - 田中理佐
- 左とん平
- 園佳也子
- 風見章子
- 加藤純平
- 吉満涼太
- 吉村奈見子（現・吉村奈見）
- 菅原チネ子
- 富田恵子
- 榎本壮一（現・榎本たつお）
- 脇 孝樹

## スタッフ
- 脚本 - 高村美智子
- 音楽 - 丹羽応樹
- 演出 - 川俣公明、荒井英明
- 制作 - TBS、ストーンウェル

## 主題歌
- 『愛する人へ』 歌 - 加藤登紀子